# 疹
疹（rash）又稱皮疹，是人体皮肤的变化，影响其颜色、外观或质地，通常是皮膚上的紅腫、癢或皮膚粗糙。疹並沒有特定的病因，可以是任何疾病所引起的。通常的病因包括病毒、免疫系統失調、食物或環境過敏所引起的。引起疹子的病毒可包括德國麻疹、水痘、麻疹等。外界非病情因素也有可能，如太陽曬傷、緊張、摩擦等也可引起。
皮疹的表现包括有荨麻疹、口腔/外阴溃疡、冻疮样皮疹、鱼鳞病样丘疹、红斑、眶周水肿、脓疱疹、坏疽性脓皮病、网状青斑等。